# Alternative Rock

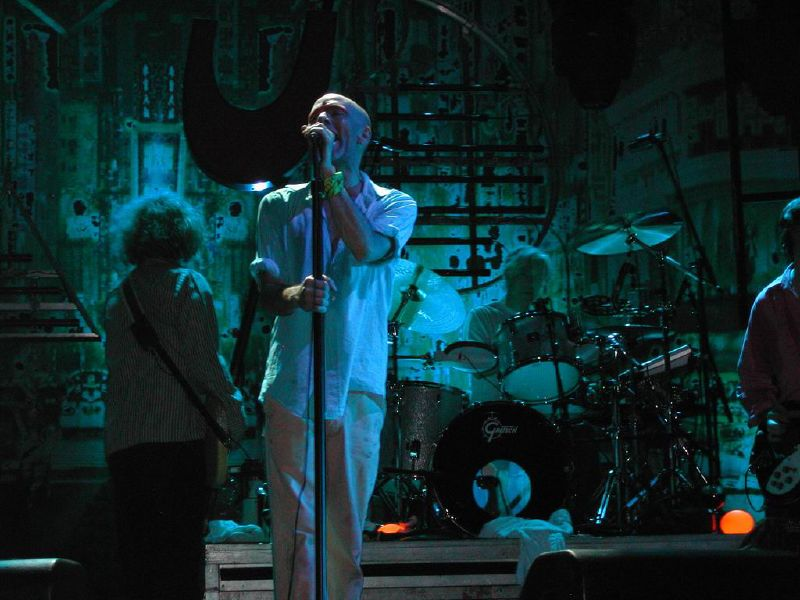
R.E.M. 2003 Live in Padua

Die Bezeichnung Alternative Rock kam in den späten 1970er Jahren auf und bürgerte sich in den frühen 1990er Jahren ein als Oberbegriff für mehrere Varianten jenseits bis dahin üblicher Strukturen der Rock- und Popmusik. Dementsprechend ordnet sich Alternative Rock der Sammelbezeichnung Alternative unter. Gebraucht wird für viele entsprechende Interpreten heute auch der Begriff Indie-Rock (von englisch independent, „unabhängig“), der allerdings ursprünglich dadurch abgegrenzt war, dass er sich auf Interpreten mit Verträgen bei Independent-Labels bezog, Alternative Rock dagegen auf Interpreten mit hoch dotierten Plattenverträgen und breiter Vermarktungsmöglichkeit. Allerdings richteten Major-Labels Subunternehmen ein oder kauften bestehende kleine Plattenfirmen auf. Die Begriffe Independent und Indie-Rock verloren dadurch an Bedeutung und wurden durch den Begriff Alternative zuerst ergänzt, später nahezu ersetzt. Daher gilt Indie-Rock heute zumeist als Unterform des Alternative Rock.

## Vorgeschichte
Dave Thompson benennt die Mitte der 1970er als den Ursprung des Alternative Rock und bezieht sich dabei auf die Veröffentlichungen von Lou Reeds Metal Machine Music und Patti Smiths Album Horses sowie die Gründung der Sex Pistols. Alle drei Ereignisse sollten eine popkulturelle Welle der Ereignisse nach sich ziehen, die sowohl die stetige Verquickung von Musikstilen beinhaltete als auch fortwährende subkulturelle Entwicklungen. Seinerzeit noch unter Begriffen wie New Musik, New Wave oder Independent bekannt, sollte der Begriff Alternative Rock für eben jene subkulturellen Musikstile ab dem Beginn der 1990er Fuß fassen.

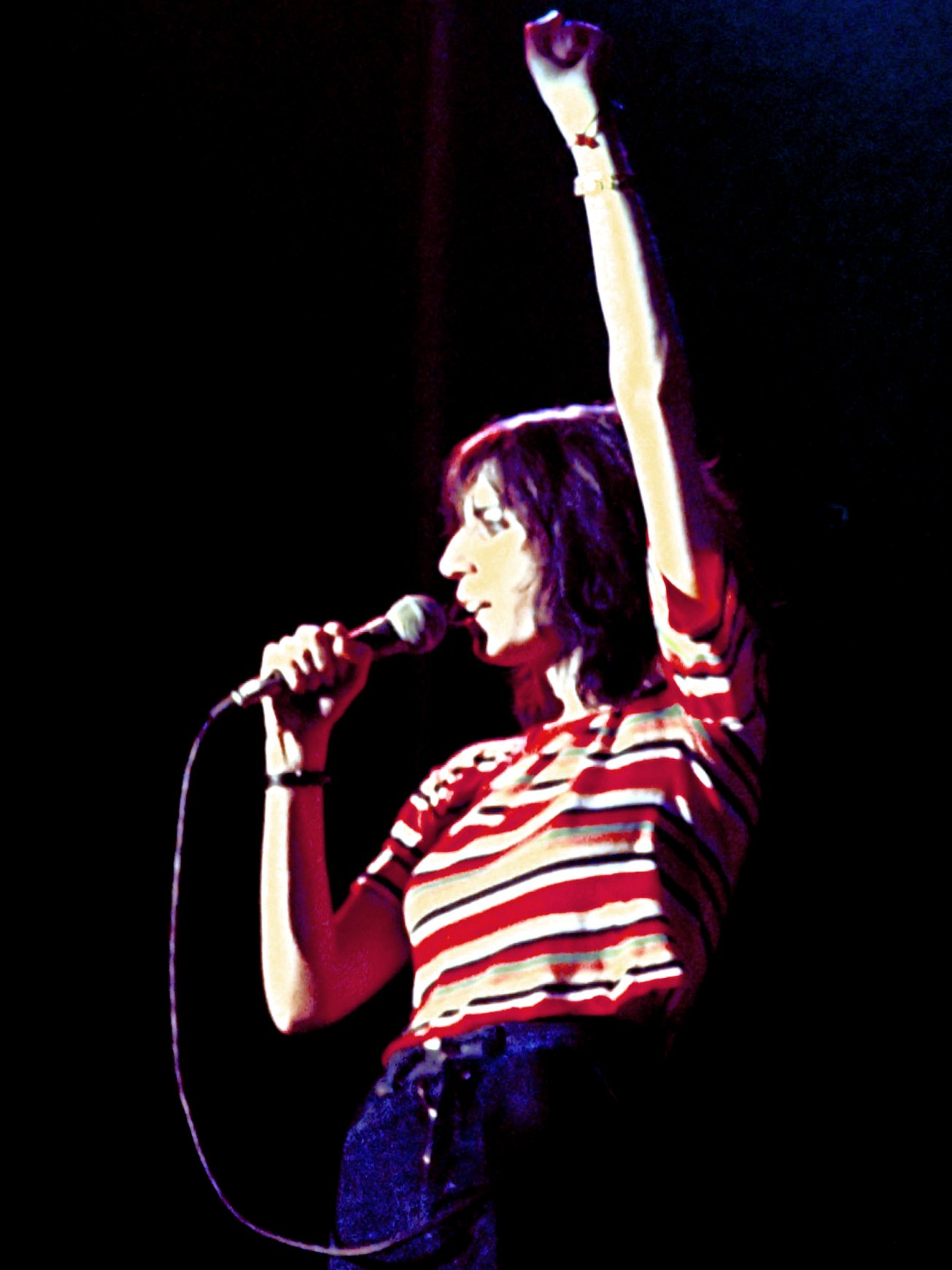
Patti Smith 1976 Live in Kopenhagen

“Within little more than a year, Reed’s buzzing, cacophonous slab of noise was informing the first tentative steps of a world-be electric pioneers; Smith’s scream of consciousness babelogue was opening the floodgates through witch the entrie New York underbelly would pour into limelight; and the Sex Pistols were unleashing a horde of like-minded hooligans to forge a music, a fashion, and most of all, an attitude which – with Reed and Smith tight to their hand – rewrote the rule book in hateful crayon strokes, eight miles high.
And rule one was - there were no more rules”

„In etwas mehr als einem Jahr, zeigte Reeds kakophonisch brummende Lärmscheibe die ersten Gehversuche einer kommenden Welt-elektronischer Musik- auf; öffnete Smiths Aufschrei des Bewußtsein 'Babelogue' die Schleusen durch welche die Schattenseiten New Yorks sich ins Rampenlicht ergießen sollten; und entfesselten die Sex Pistols eine gleichgesinnte Horde Halbstarker, die eine Musik, eine Mode und besonders – im engen Verbund mit Smith und Reed – eine Einstellung begründen sollten, welche das Regelwerk umschrieben, in acht Meilen großen und hasserfüllt bunten Buchstaben.
Und die erste Regel lautete - es würde keine Regeln mehr geben.“

Die Vermengung des ursprünglichen Punkrocks zur New Wave wurde durch Interpreten wie The Clash, The Police, Public Image Ltd., Siouxsie and the Banshees und The Damned begünstigt, die den einstigen Punk um Elemente aus Reggae, Glam Rock oder Funk und Roots-Reggae erweiterten.
So experimentierten bereits früh einige Vertreter des Punk mit zuvor als inkompatibel angesehenen Stilrichtungen. Ab der Mitte der 1980er versuchten sich ebenso Vertreter des Hardcore Punk, selbst eine Radikalisierung des Punk, an der Verknüpfung ihrer Musik mit anderen Musikstilen. Ähnlich wie bereits zuvor im Punk ließen Interpreten wie Black Flag, Hüsker Dü und Agnostic Front Elemente aus Hip-Hop, Blues und Metal in ihre Musik einfließen. Diese Melange brachte eine Fülle heterogener subkulturell orientierter Rockmusik hervor, die sich sichtlich von Punk und Hardcore abhob. Neben der kommerziell erfolgreichem New Wave wurden auch Post-Punk und Post-Hardcore als Oberbegriffe für Musikstile jenseits des Mainstreams bekannt. Andererseits begründeten sich auch die teilweise kommerziell erfolgreichen Musikstile Gothic Rock, Oi! oder Industrial aber auch Synthie-Pop auf jenen Entwicklungen, die sich seit der Mitte der 1970er vollzogen.
In der zweiten Hälfte der 1980er Jahre kam die Bezeichnung New Wave allmählich außer Gebrauch. Zu dieser Zeit beherrschten Hi-NRG und Eurodisco sowie schlichte Pop-Interpreten die Charts, darunter auch Bands und Solokünstler, die anfangs selbst dem New Wave zugerechnet wurden und sich im Laufe der Zeit stufenweise von ihren Punk- und Post-Punk-Wurzeln entfernt hatten. Musiksender wie MTV widmeten sich verstärkt dem Metal- und Sleaze-Rock-Umfeld.
Mitte der 1980er aktuelle Independentstile wie Noise-Rock, Shoegazing, Jazzcore, Madchester, Psychobilly oder auch Indie-Rock erzielten nur regionale bis nationale Erfolge und konnten sich noch nicht international etablieren. Bis letztendlich Hardcore, Post-Punk und Post-Hardcore schrittweise populär wurde.
Martin Büsser beschreibt diese Entwicklung aus der Sicht des Ende der 1980er populär werdenden Hardcore:

„[…] etwas geschah circa ab 1989, was die Szene beunruhigte und durcheinanderwirbelte: ein Außen begann dazuzukommen - ziemlich schlagartig wurde es eng und ungemütlich in den kleinen Läden, größere mußten her - […] schon begann eine leidenschaftliche Wortschlacht gegen die Studentenschweine auf der einen, die Metaldeppen auf der anderen Seite, die neuen Rezipienten der bislang streng gehüteten Szene.“

## Hype
Ende der 1980er entdeckte auch die Musikindustrie das kommerzielle Potential der Spielarten des Post-Punk- und Post-Hardcore-Spektrums für sich und begann bisherige Independent-Bands und -Label zu vereinnahmen. Die ersten Erfolge dieser Neuorientierung stellten sich spätestens mit dem großen Grunge- und Crossoverboom zum Beginn der 1990er Jahre ein.

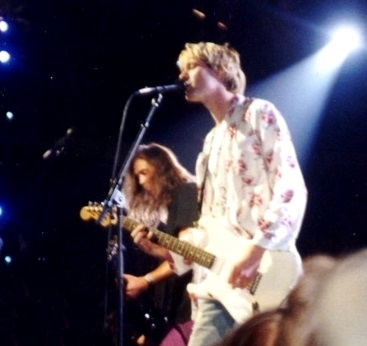
Nirvana 1992 Live bei den MTV Video Music Awards

„Mochte die Unterhaltungsindustrie diese Klänge aus der Szene zum Ende der 80er noch mit latenter Skepsis betrachten, begannen spätestens mit dem jähen Welterfolg des Seattle-Trios Nirvana ihre marktstrategischen Fußangeln zu wirken. Nirvana kamen Ende 1991 mit ihrem zweiten Meilenstein-Album Nevermind beim renommierten Majorlabel Geffen Records heraus und erlebten stellvertretend für das gesamte Genre einen Durchbruch ohne Vorbild. In den folgenden Jahren bildete die geschickt geschürte Massenhysterie um Anti-Stars, Gen-X-Lifestyle, Teenage Rebellion und Grunge Look den idealen Aufhänger für die effektive Vermarktung jugendlicher Identifikationspole […].“

Crossover und Grunge betitelten jedoch nur zwei Begriffe der unter den Terminus Alternative Rock zusammengefassten Musikstile. Gemeinsam war allen Stilen und Interpreten die Verknüpfung von Hard Rock, Punk oder Hardcore mit anderen Musikstilen, die durchaus auch dem Mainstream entsprechen konnten. Jene Stile, die Elemente aus populären Musikformen wie Hip-Hop, Funk, Folk Rock oder Popmusik übernahmen, erreichten eine größere Zielgruppe, ließen sich somit besser verkaufen und wurden daher verstärkt durch große Plattenfirmen und das Musikfernsehen gefördert.
Andererseits wurde der Hype um Grunge und Nirvana für andere weniger Rock- oder Metalorientierte Stile im Bereich Alternative und Independent zum Verhängnis. Robyn Hitchcock erläuterte den Wandel nachdem Nirvana ihn von der Spitze der amerikanischen Alternative Charts verdrängt hatten.

„Einige der Leute, die zur selben Zeit wie wir ihren Durchbruch hatten, hatten inzwischen eine höhere Stufe der Karriereleiter erreicht[…], aber alle anderen wurden von dieser Entwicklung überrollt[…]. Wir waren noch immer eine Alternative-Band, aber es hatte sich alles verändert, es war plötzlich wieder Rock geworden, lange Haare waren wieder in, man streckte wieder die Fäuste in die Luft, kaufte Brezeln und brüllte: 'Here we go!' Die Musiklandschaft hatte sich verändert[…].“

## Etablierung in der Musikindustrie

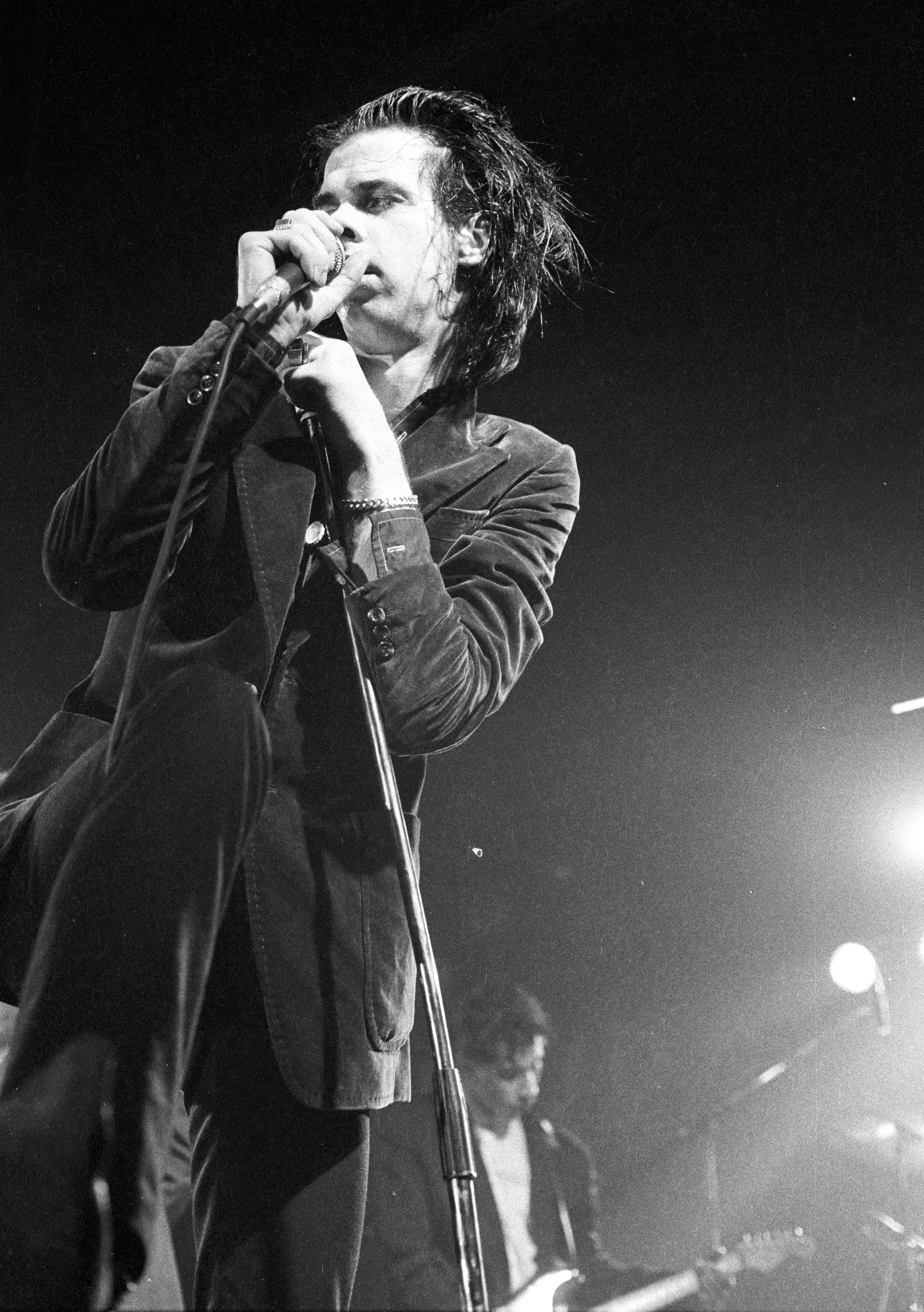
Nick Cave 1986 Live in Deinze

Nachdem sich Alternative Rock und Alternative Metal im Verlauf der 1990er etabliert hatten, wurden sie als moderne Variante der Independent- und Metalszene selbst zu einem popkulturellen Phänomen. Heavy Rotation im Musikfernsehen und -radio verdrängten weite Teile des bisherigen Rock- und Metalmainstreams.
Grunge und Crossover eröffneten weiteren Stilen eine potentielle Hörerschaft, so dass die Musik jenseits des Mainstream immer weiter in den Fokus der Öffentlichkeit geriet.
Der amerikanische Musiksender MTV richtete 1992 mit Alternative Nation neben dem wöchentlichen 120Minutes ein zweites tägliches Sendeformat für den Bereich des Alternative Rock und Alternative Metal ein. Diese anhaltende Vermengung von Medien, Kunst und Kommerz führte letztlich auch zur kommerziellen Nutzung des Alternative Rock zu Werbezwecken.
Die folgende Liste bezieht sich auf die in der Hochphase der 1990er Jahre populären Interpreten und Stile. Zum Teil existieren keine eigenen Stilbezeichnungen jenseits des Alternative Rock und grobe Überschneidungen zum Alternative Metal lassen sich in vielen Bereichen ausmachen.
| Wichtiger Einfluss  | Genrebezeichnung falls vorhanden    | Wichtige Interpreten im Alternative Rock                           |
| ------------------- | ----------------------------------- | ------------------------------------------------------------------ |
| British Invasion    | Britpop                             | Oasis · Blur · Pulp · The Verve                                    |
| Classic Rock        | Alternative Rock später Post-Grunge | Bush · Live · Foo Fighters                                         |
| Folk Rock           | Alternative Rock · Folk Rock        | Alanis Morissette · R.E.M. · Heather Nova ·Counting Crows          |
| Funk                | Acid Jazz                           | Jamiroquai · Incognito · Galliano                                  |
| Funk · Rap          | Funk Metal · Crossover              | Red Hot Chili Peppers · Jane’s Addiction · Living Colour · Extreme |
| Fusion              | Post-Hardcore                       | Helmet · Rollins Band                                              |
| Hardcore Punk       | Alternative Rock                    | Life of Agony · Therapy?                                           |
| Hard Rock           | Grunge                              | Pearl Jam · Nirvana · Alice in Chains · Soundgarden                |
| Neue Deutsche Welle | Hamburger Schule                    | Tocotronic · Die Sterne · Blumfeld                                 |
| New Wave            | Alternative Rock                    | Placebo · Garbage · Therapy?                                       |
| Noise-Rock          | Noise-Rock · Alternative Rock       | The Jesus Lizard · Fugazi · Dinosaur Jr.                           |
| Popmusik            | Power Pop                           | The La’s · Weezer                                                  |
| Post-Industrial     | Industrial Rock                     | Revolting Cocks · Nine Inch Nails                                  |
| Punkrock            | Pop-Punk                            | The Offspring · Green Day · Sum 41                                 |
| Singer-Songwriter   | Alternative Rock                    | PJ Harvey · Beck · Tori Amos                                       |
| Space Rock          | Stoner Rock                         | Monster Magnet · Kyuss · Fu Manchu                                 |

## Entwicklung in die Gegenwart

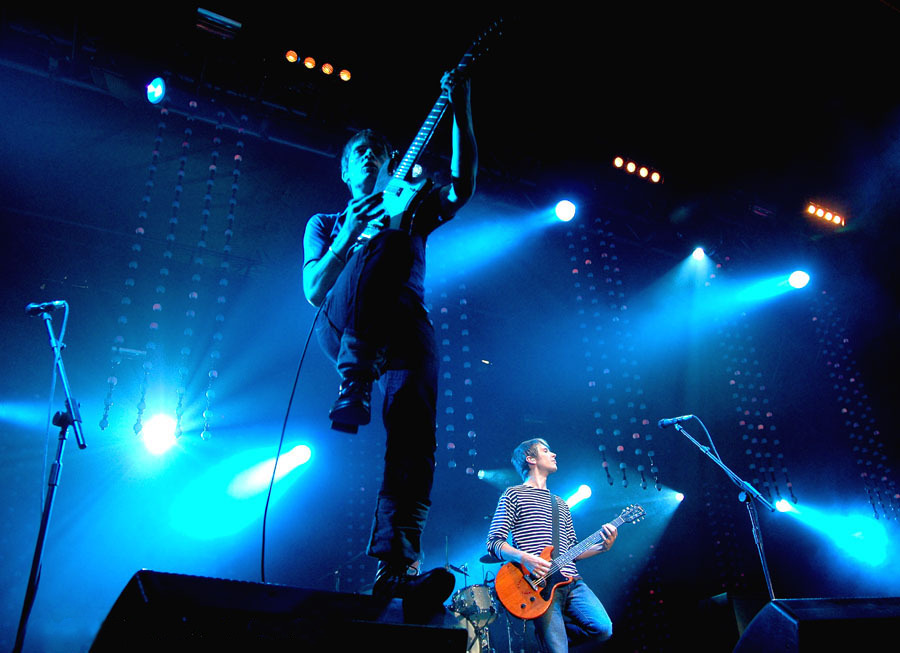
Franz Ferdinand 2006 Live in Dundee

Aus dieser Fülle unterschiedlicher Musikstile entwickelten sich erneut eigene Derivate und Abwandlungen, die in den 2000er Jahren aufgekommenen Rockstile wie Post-Grunge, Dark Rock, New Prog, Indie-Rock- und Post-Punk-Revival nähren sich aus den Erfolgen des Alternative Rock. Die in den 1990er Jahren gewonnene Aufmerksamkeit etablierte das Spektrum des Alternative Rock als festen Bestandteil der Musikindustrie. Bisheriger Mainstream und Alternative Rock ergänzen sich seither gegenseitig. Die Formel "Alternative ist Rockmusik mit durchaus innovativen Stilelementen die ordentlich losrockt." kennzeichnet auch die Schwierigkeit den überaus umfassenden Begriff zu fassen. Die Idee der innovativen Stilelemente will Alternative Rock in Abgrenzung zu dem in den 1970ern und 1980ern entstandenen Mainstream Rock Stilen wie Classic Rock, Sleaze Rock und Pop-Rock setzen, schränkt Alternative Rock jedoch auch nicht ein.
Gegenwärtige Rockmusik wird somit seither durch den Alternative Rock dominiert, Musikfernsehen, Radio und Zeitschriften rezipieren überwiegend neue und alte Interpreten des Alternative Rock.
Bis in die Gegenwart hielten sich abwechselnd verschiedene Stile des Alternative Rock populär. Künstler aus dem Alternative Rock gelten neben Pop und modernem R ’n’ B als lukrativer Faktor in der Musikindustrie. Titel von Interpreten wie Stiltskin, Babylon Zoo, Caesars, Franz Ferdinand, The Killers, Mando Diao wurden spätestens seit der Mitte der 1990er massiv in der Werbung eingesetzt. Darüber hinaus wurde mit dem Hype um Nirvana Alternative Rock zunehmend in Kinofilmen, Musikfernsehen und -radio protegiert.

## Kritik

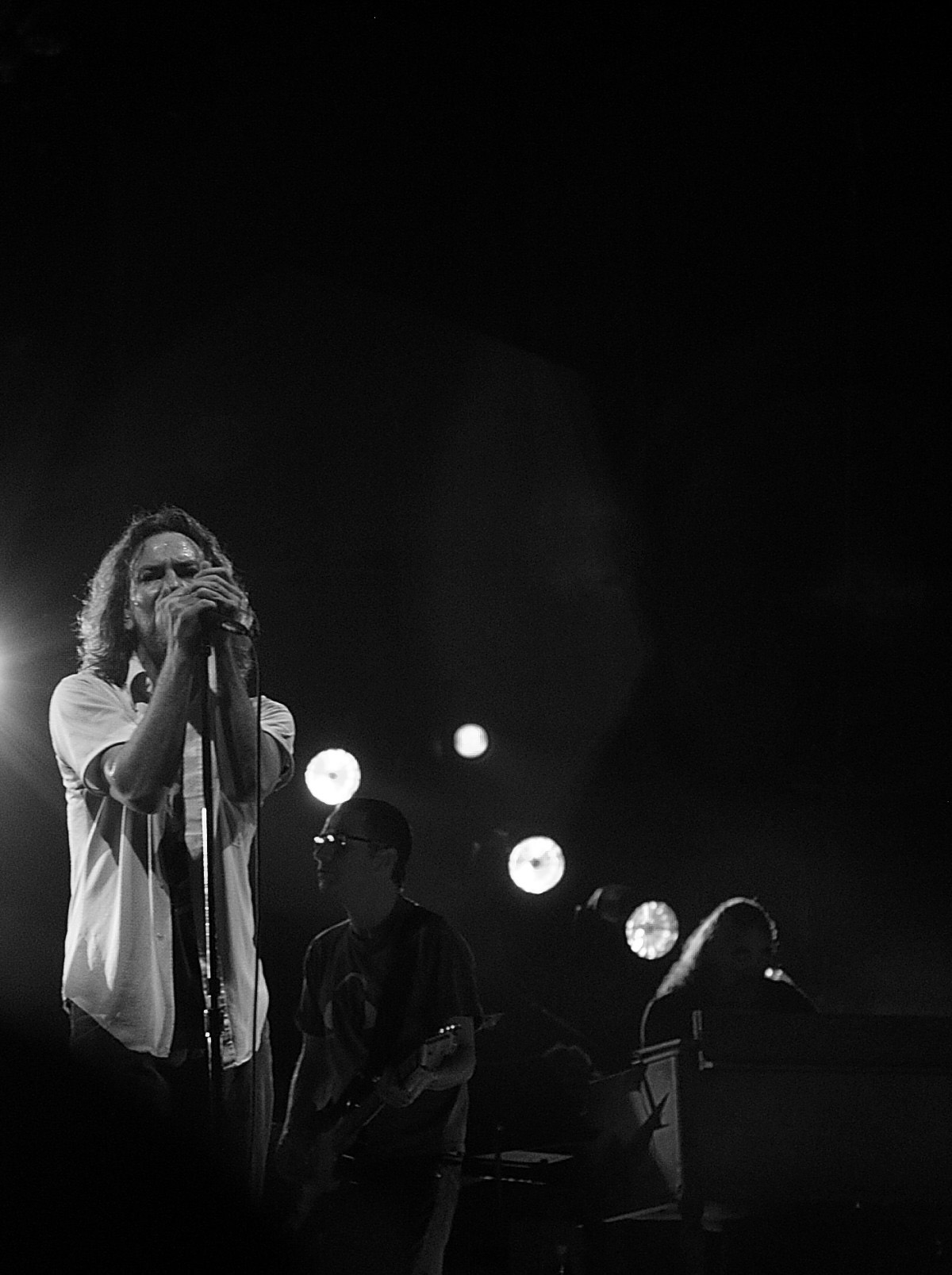
Pearl Jam 2006 Live in Berlin

Alternative Rock gilt bei Kritikern als allgegenwärtiger Begriff, welcher der Musik und den Vertretern nicht gerecht wird. Durch die breite Etablierung unterschiedlicher Musikstile und Interpreten des Alternative Rock im musikalischen Mainstream höhlte sich der Begriff Alternative demnach selbständig aus. Im Jahr 2000 hinterfragte Dave Thompson den Titel Alternative, ohne eine adäquate Antwort auf seine Frage zu wissen. Er stellte dabei nicht allein den Erfolg der Alternative-Rock-Bands als Kritikpunkt heraus, sondern hinterfragte die grundsätzliche Anwendung des Begriffs.

„It was never the most appropriate term for the music described, and became increasingly less so as the music itself began crossing into the mainstream. What […] was alternative about a band – U2, REM, or Nirvana for example – whose records sold into millions, whose tours could sell out sport field? Or […] why were a band like Motorhead considered a heavy metal act when their rudiments were clearly rooted in a raw punk ethic, while Pearl Jam were called alternative, when the opposite was true?“

„Es war nie der passendste Begriff, um die Musik zu beschreiben, und wurde es auch immer weniger, als die Musik selbst zunehmend in den Mainstream driftete. Was war an Bands alternativ – wie zum Beispiel U2, REM oder Nirvana –, die Alben millionenfach verkauften und deren Touren Stadien füllen konnten? Oder warum gilt eine Band wie Motörhead als Heavy Metal Act, obwohl sich ihr Ansatz auf dem rauen Ethos des Punk begründet, während Pearl Jam alternative genannt werden und das Gegenteil der Fall ist?“